# Anthony (cantante)
Anthony, pseudonimo di Antonio Ilardo (San Sebastiano al Vesuvio, 19 luglio 1989), è un cantante italiano.

## Biografia
Fin da bambino ha la passione per il canto e nel 2003 esce il suo primo lavoro discografico distribuito dalla GS Record.
Nel 2004 esce il suo secondo lavoro discografico intitolato Il cammino dell'età distribuito dalla Zeus.
Vanta anche alcune partecipazioni a programmi televisivi come Ciao Darwin, dove canta il brano Su di noi dell'artista Pupo, Le invasioni barbariche e nella trasmissione E la chiamano estate (Rai 1).
Nel 2008 la sua canzone Esageratamente fu scelta tra le colonne sonore del film Gomorra.
Nel 2014 la canzone E Chiammalo tratta dall'album L'oroscopo del cuore viene inserita tra le colonne sonore della serie TV Gomorra la serie.
Nel 2013 incide l'album intitolato I segreti dell'amore prodotto e distribuito dalla Zeus, un nuovo album a distanza di 4 anni.
Sconcerto ha suscitato una sua intervista televisiva del 2019 in cui ha affermato che: " La camorra è una scelta di vita che va rispettata".

## Discografia

### Album in studio
- 2003 - E Guagliuncelle
- 2004 - Il cammino dell'età
- 2006 - Esplosione d'amore
- 2007 - Cchiu'assaje
- 2008 - Cambio direzione
- 2009 - L'oroscopo del cuore
- 2013 - I segreti dell'amore
- 2014 - Sabato e dummeneca
- 2017 - 'N'ata parte 'e me
- 2019 - Dieci

### Partecipazioni
- 2008 - Gomorra - La colonna sonora - (partecipa con Esageratamente) - (Radio Fandango) [6][7]
- 2011 - 5 (Cinque) di Francesco Dominedò

### Duetti
- 2004 - Leo Ferrucci feat. Anthony - Senza nu pato
- 2006 - Tony Marciano feat. Anthony - Te sto vicino
- 2007 - Mirko Di Leo feat. Anthony – Na storia fernuto'
- 2007 - Ciro Di Vaio feat. Anthony – Nun à fà suffrì
- 2007 - Alessio feat. Anthony - Chella già fa ammore
- 2008 - Lucio feat. Anthony - Chella nun fa pe' tte
- 2008 - Manuel Foria feat. Anthony – A guagliona toja
- 2008 - Raffaello Junior feat. Anthony – Overo me si frate
- 2009 - Sandro feat. Anthony – Nu guaglion malamente
- 2009 - Genny Fenny feat. Anthony & Gianluca – Protagonisti di lei
- 2009 - Enzo Barone feat. Anthony – Pè mezz'ora
- 2010 - Pino Giordano feat. Anthony – Nun m'adda chiamma'
- 2010 - Lusy feat. Anthony – Giù le mani
- 2010 - Anonimo feat. Anthony – Nu grande amico
- 2010 - Annalisa feat. Anthony – Doppio Gioco
- 2011 - Francesco Langella feat. Anthony – Si ce tien a st'ammor
- 2011 - Alessio feat Anthony - Chella gia' fa ammore - (reinserito nell'album Ancora noi)
- 2011 - Tony Marciano feat. Anthony – Nun Ciamma Arrenner
- 2011 - Davide Arezzi feat. Anthony – come un gioco
- 2011 - Mario Daniele feat. Anthony – nuje nun simme delinquenT
- 2011 - Antonella Vitale feat. Anthony - na storia overa
- 2011 - Stefano Altamura feat. Anthony – te può fa male
- 2011 - Tony Napolitano feat. Anthony – n'ata vita
- 2011 - Emy feat. Anthony – 'O stesso sangue
- 2011 - Natalia Bianca feat. Anthony – Ti amo da Morire
- 2011 - Pina De Simone feat. Anthony – Note di passione
- 2011 - Maicol feat. Anthony – Chiammalo e dincelle
- 2011 - Enzo Di Palma feat. Anthony – Si cchiu' 'e 'nu frate
- 2011 - Terry feat. Anthony – Nun te voglio perdere
- 2011 - Tony Arca feat. Anthony – Aggio Sbagliato
- 2012 - Francesco Langella feat. Anthony – 'A vita 'e l'emigrante
- 2012 - Luigi Esposito feat. Anthony – Ma c'aggia fa'
- 2012 - Adriano Spina feat. Anthony – Te fa' Male
- 2012 - Marco Calone feat. Anthony – Nun Te Perdere
- 2012 - Nino Esposito feat. Anthony – Cagn stu destin
- 2012 - Salvo Di Napoli feat. Anthony – Nun Turnà a Sbaglià
- 2012 - Andrea feat. Anthony – Ti Perdonerà
- 2012 - Gianluca Carpentieri feat. Anthony – Si pierde 'a libertà
- 2012 - Alessio Cola feat. Anthony – Nun cia facce a vivere
- 2013 - Elena feat. Anthony – Una storia difficile
- 2013 - Christian feat. Anthony – Cà cirche a ffà
- 2013 - Raffaello Junior feat. Anthony – Over me si frate - (nuova versione)
- 2013 - Luigi Ivone feat. Anthony – Ce stong ij cu tte
- 2013 - Vito Sirio feat. Anthony – Non chiamare il dottore
- 2013 - Gigi Caruso feat. Anthony – Nunn'a pensa
- 2013 - Luca Maris feat.Anthony - Luntan senza e te
- 2014 - Franco D'Amore feat. Anthony - N'atu 'Nnammurat
- 2014 - Valentina Belli feat. Anthony - Ij e te
- 2014 - Mery feat. Anthony - Lass a chillu lla'
- 2014 - Rosario Albano feat. Anthony - Nun 'e possibile
- 2014 - Nino Belli feat. Anthony - A luna e 'o sole
- 2014 - Umberto Sanselmo feat. Anthony - Si tu vuo stasera
- 2015 - Anthony feat. Camilla Grieco - All'improvviso
- 2015 - Anthony feat. Gianluca Cora - La tua libertà
- 2016 - Anthony feat. Giuseppe Mauro - Simm frate
- 2016 - Anthony feat. Gianluigi - Na vita sbagliata
- 2018 - Luigi Addate feat. Anthony - Tu vivi nei pensieri
- 2019 - Anthony feat. Enzo Dong - "Mammà"
- 2019 - Awhon Ft. Anthony - "A Mezzanotte "
- 2019 - Anna Orefice feat. Anthony - "So 'Nammurata "
- 2020 - Ivan Doria feat. Anthony - "Chesta Notte "
- 2020 - Anthony - "Se parla e te
- 2022 - Luis Add feat. Anthony  - "0 in tasca"
- 2024 - Annalisa Minetti e Anthony - Volevo nascere a Napoli